# Mortola Inferiore
Mortola Inferiore est l'un des 22 hameaux ou frazione en italien, appartenant à la ville de Vintimille. Il est situé à 3 km de la frontière franco-italienne, sur la côte, à 7,09 km à l'ouest de Vintimille.
Mortola Inferiore abrite le jardin botanique Hanbury, un célèbre jardin consacré aux plantes exotiques créé par Thomas Hanbury, un Londonien qui fit fortune à Shangai et qui fut séduit par la douceur du climat ligure. C'est l'un des plus riches jardins botaniques d'Europe.
La position stratégique du jardin est exaltée par une végétation luxuriante : six mille plantes cultivées en plein air forment une collection extraordinaire d'espèces exotiques mêlées au maquis méditerranéen.
En 2000-2004, dans le cadre d'un programme Interreg III, à huit cents mètres du rivage du lieu-dit de la Mortola,  la société Nymphea Water installe un système de captage industriel sur la source d’eau douce(située par 36 m de fond) qui permet de diversifier l'approvisionnement en eau des villes de Menton et de Vintimille.

## Église San Mauro
Dans l'abside de l'église San Mauro, il y a une fresque représentant à gauche le pape Pie XI et Sant'Elena tenant la bannière du Christ, au centre, des objets de science et de culture et à droite, les cinq continents (l'Africain a un évêque missionnaire à proximité pour indiquer l'activité ad extra de l'église de l'époque). L'idée de base est de montrer que le monde entier et les sciences s'inclinent devant le Christ-Roi, comme cela est également écrit sur la façade de l'église.

## Lesfrazionede Vintimille
Entre parenthèses, est indiquée la distance qui sépare les hameaux de la ville de Vintimille.
- - Bevera (4,35 km)
  - Calandri (3,86 km)
  - Calvo (6,64 km)
  - Carletti (5,26 km)
  - Case Allavena (5,57 km)
  - Case Roberto (5,97 km)
  - Case Sgorra (5,67 km)
  - Grimaldi (7,23 km)
  - La Mortola (7,09 km)
  - Latte (4,29 km)
  - Mortola Superiore et Mortola Inferiore (7,09 km)
  - Porra (4,98 km), Roverino (0,99 km)
  - San Bernardo (2,57 km)
  - San Lorenzo (4,06 km)
  - Sant'Antonio (5,76 km)
  - Sealza (5,91 km)
  - Seglia (2,92 km)
  - Torri (7,54 km)
  - Trucco (6,03 km)
  - Varase (5,73 km)
  - Villatella (8,34 km)

## Galerie

L'extérieur de l'église San Mauro
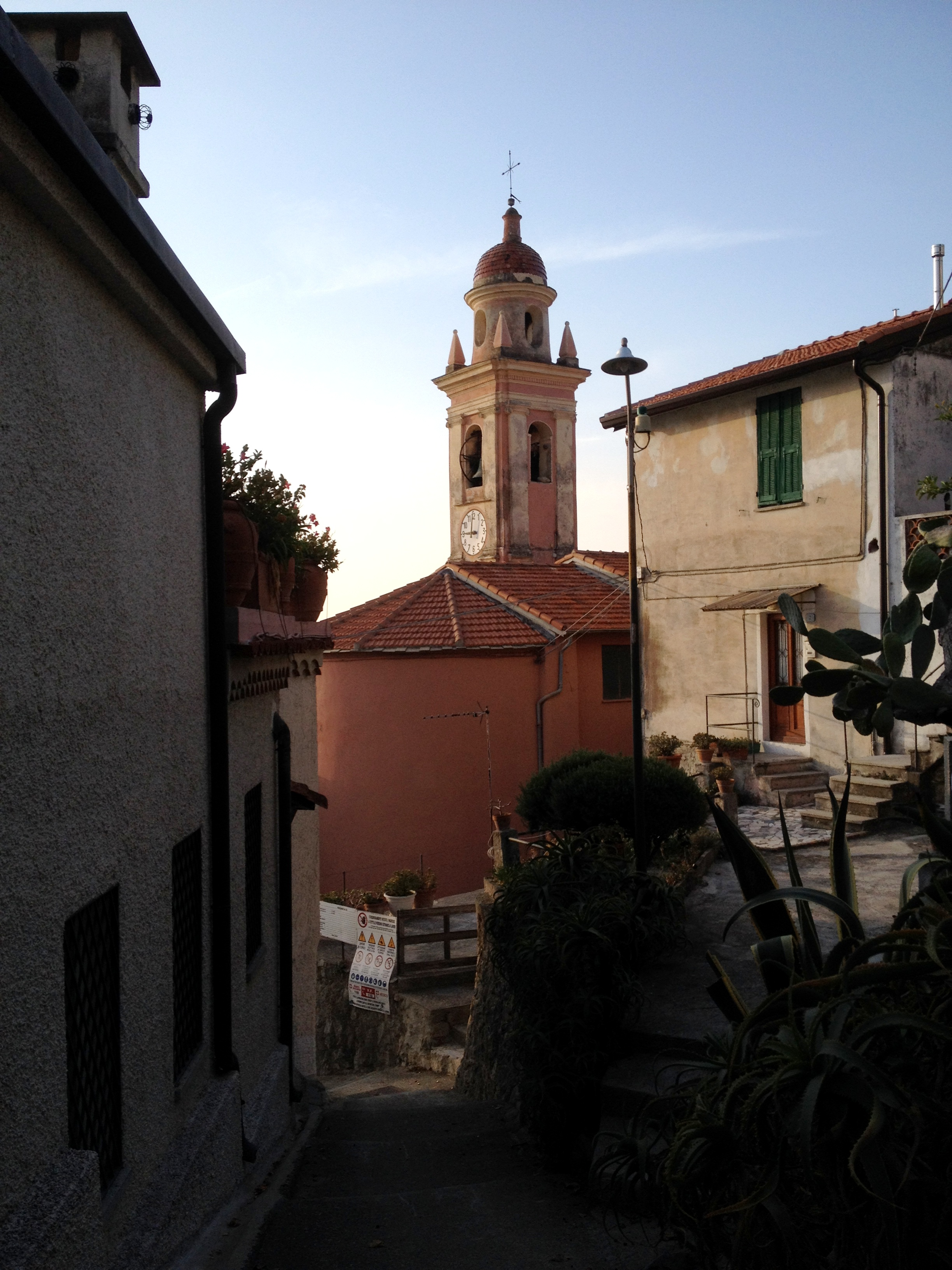
Aperçu du hameau.
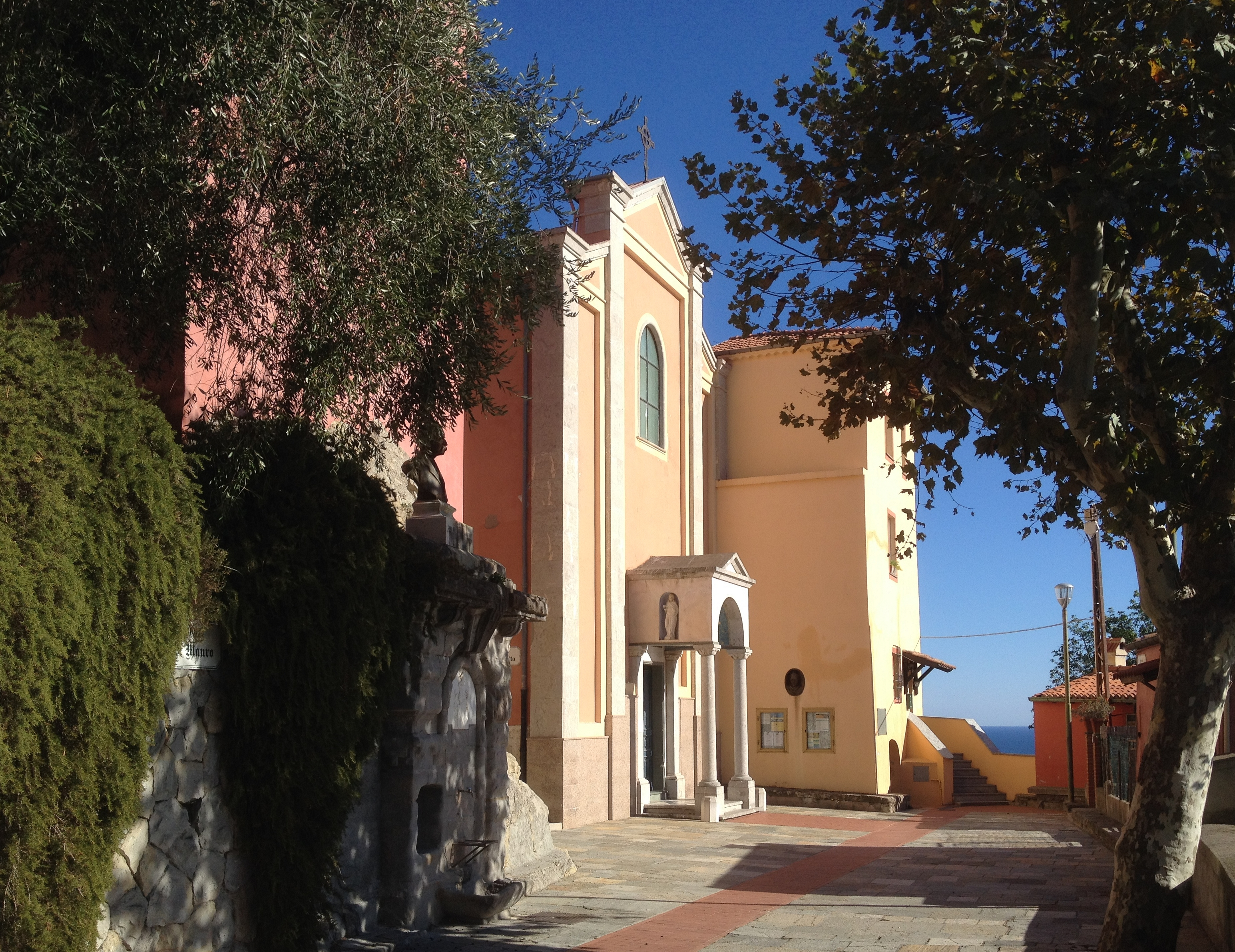
Piazza San Mauro et L'église paroissiale.
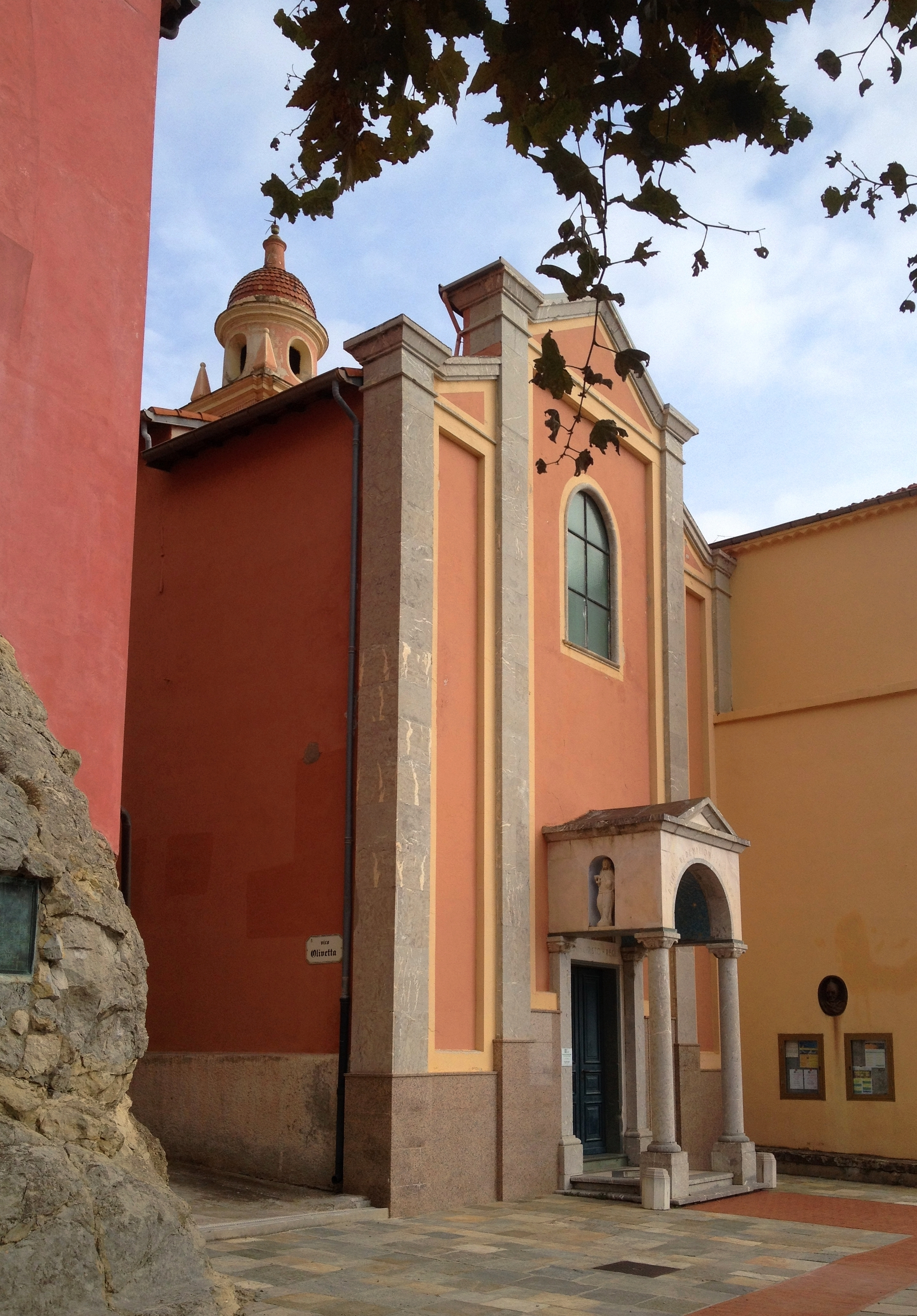
L'église San Mauro.
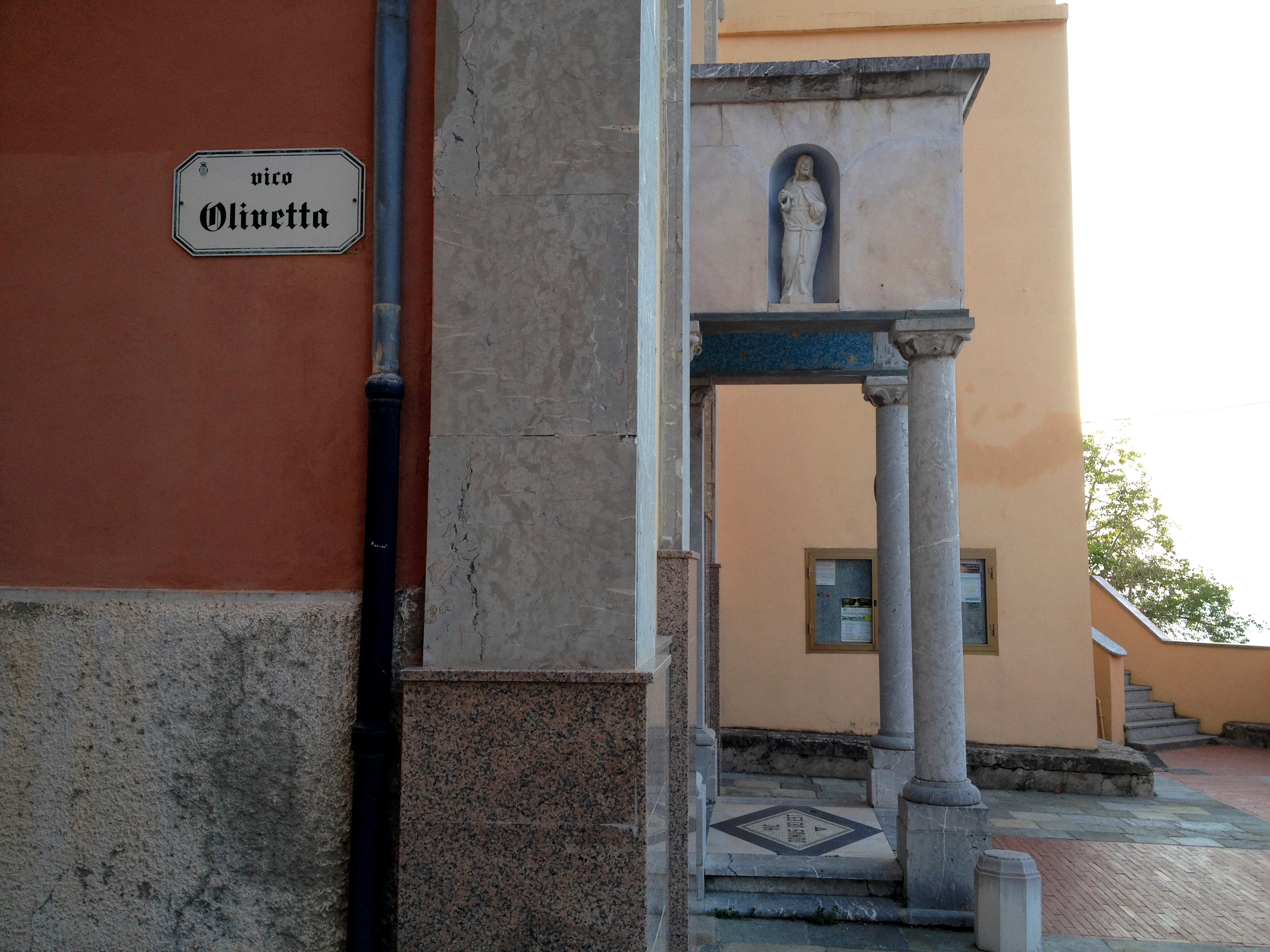
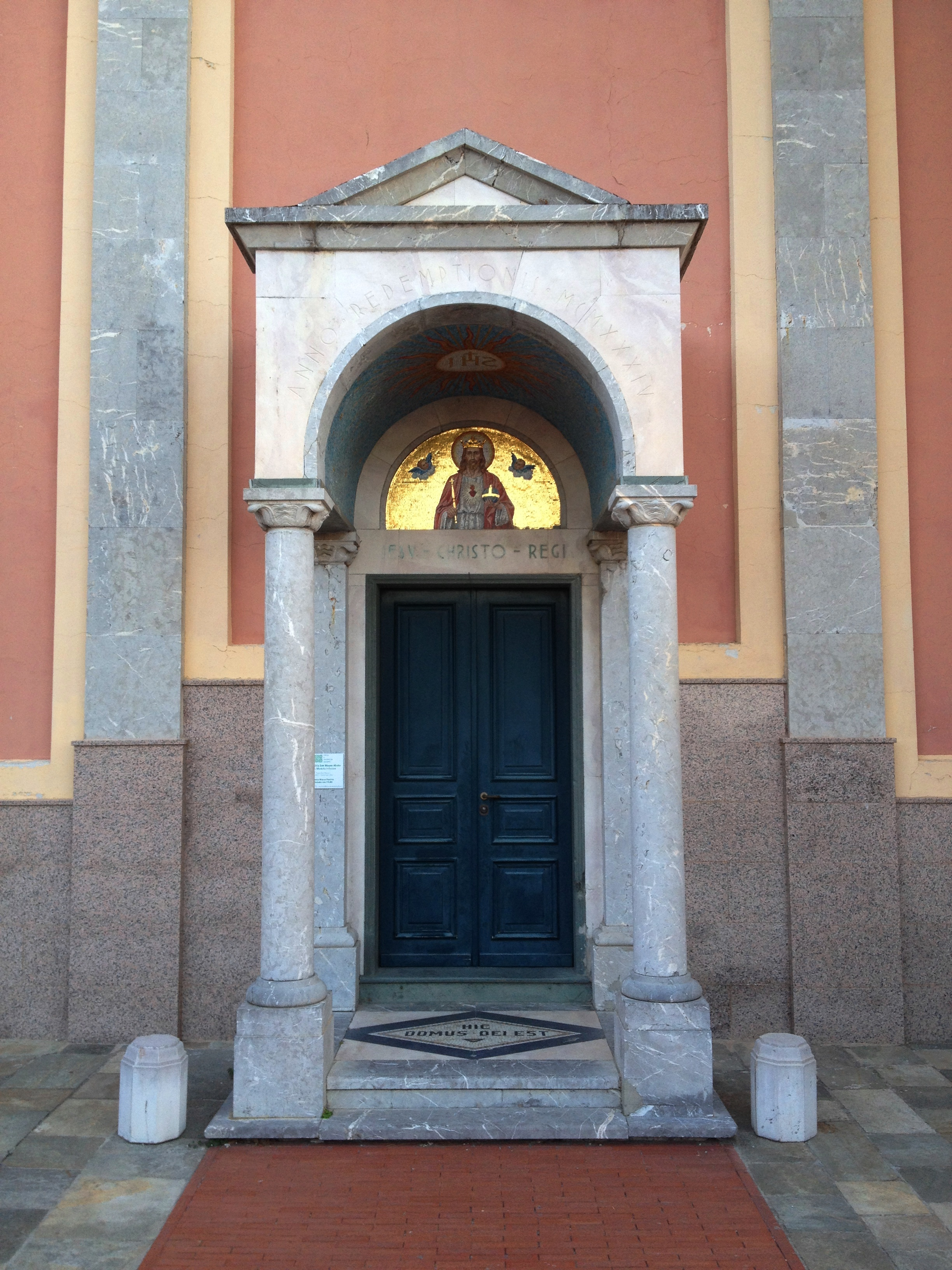
Entrée de l'église San Mauro.
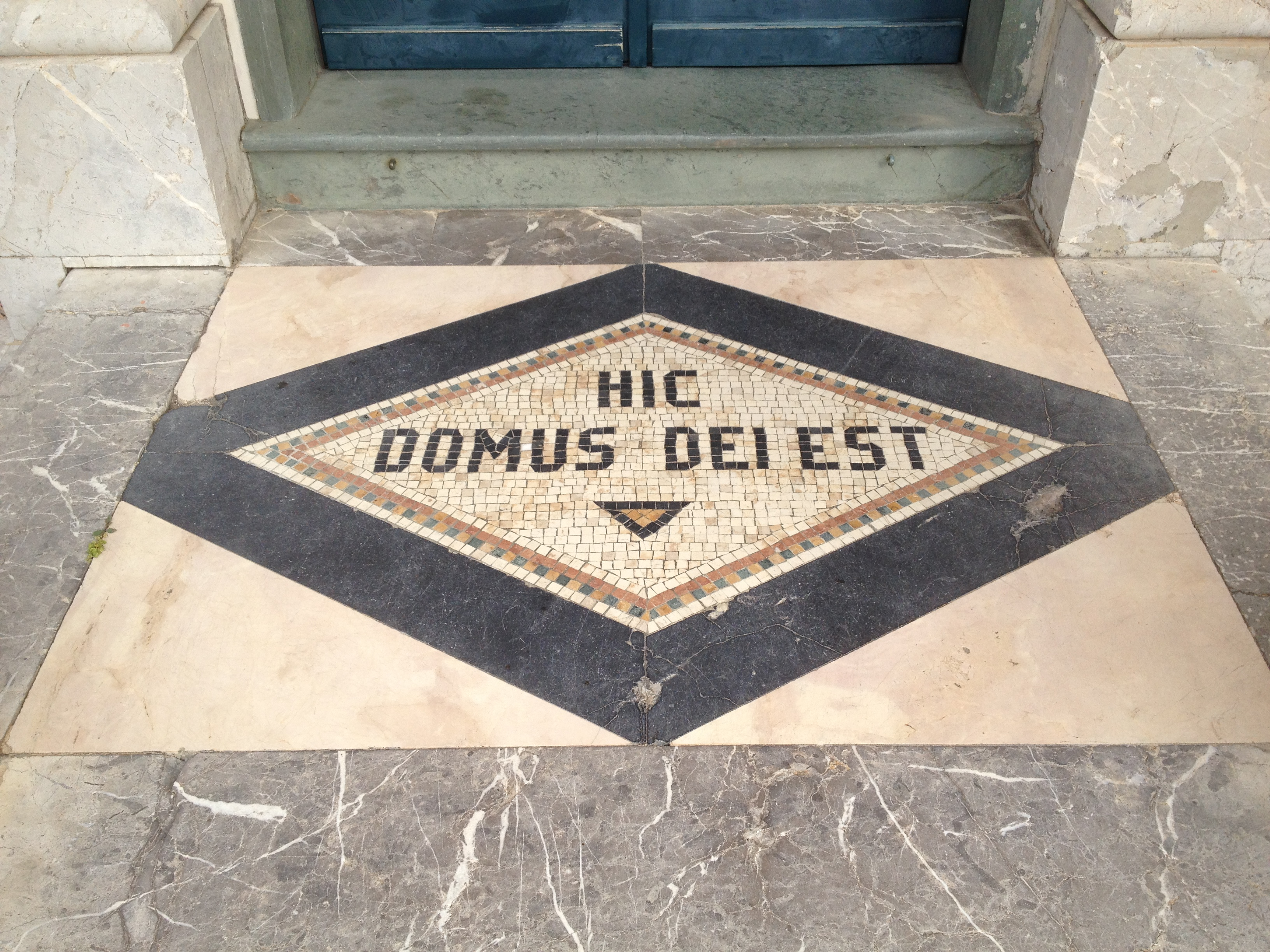
Pavage de l'entrée de l'église San-Mauro.

L'intérieur de l'église San Mauro
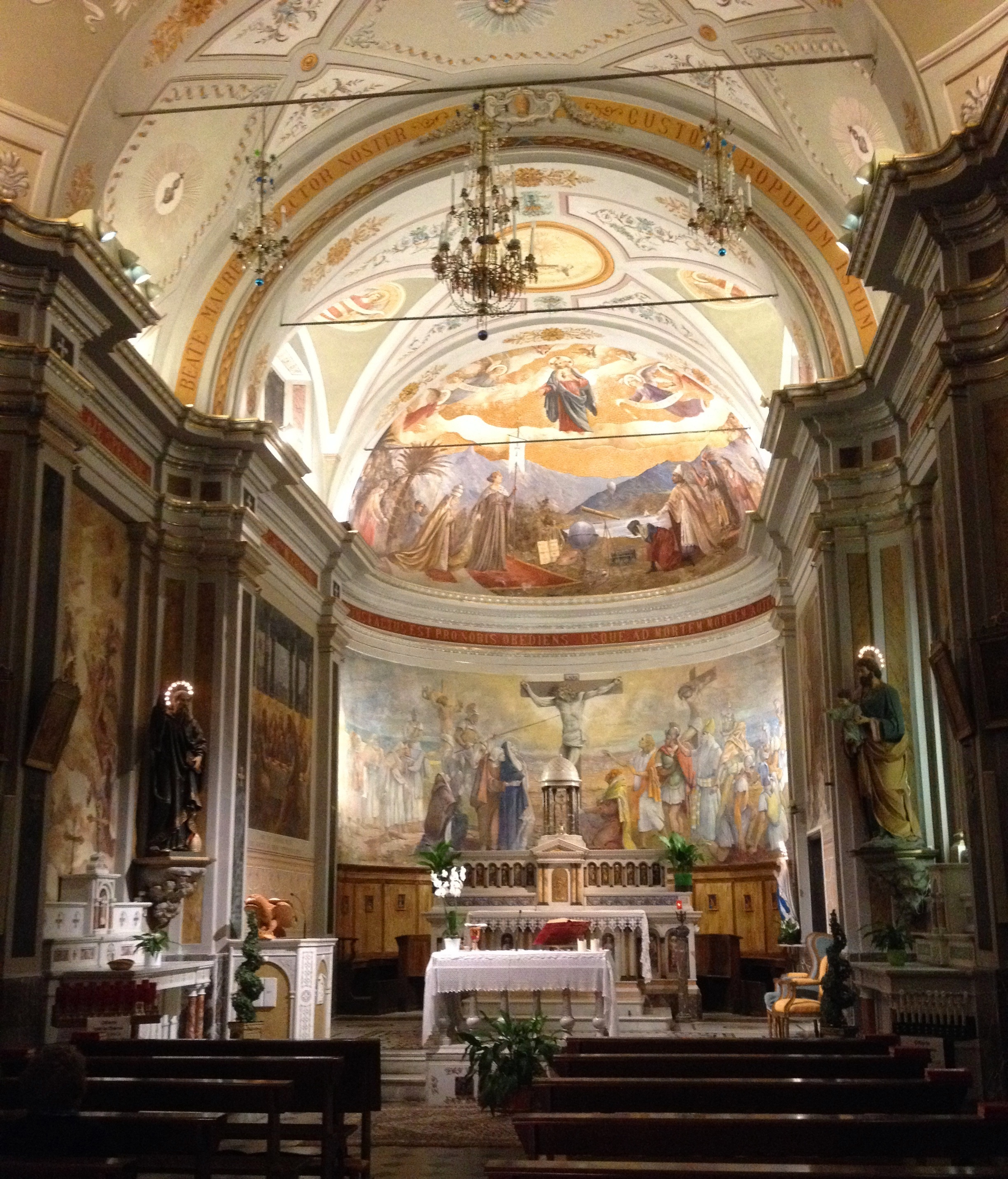
Intérieur de l'église San Mauro.
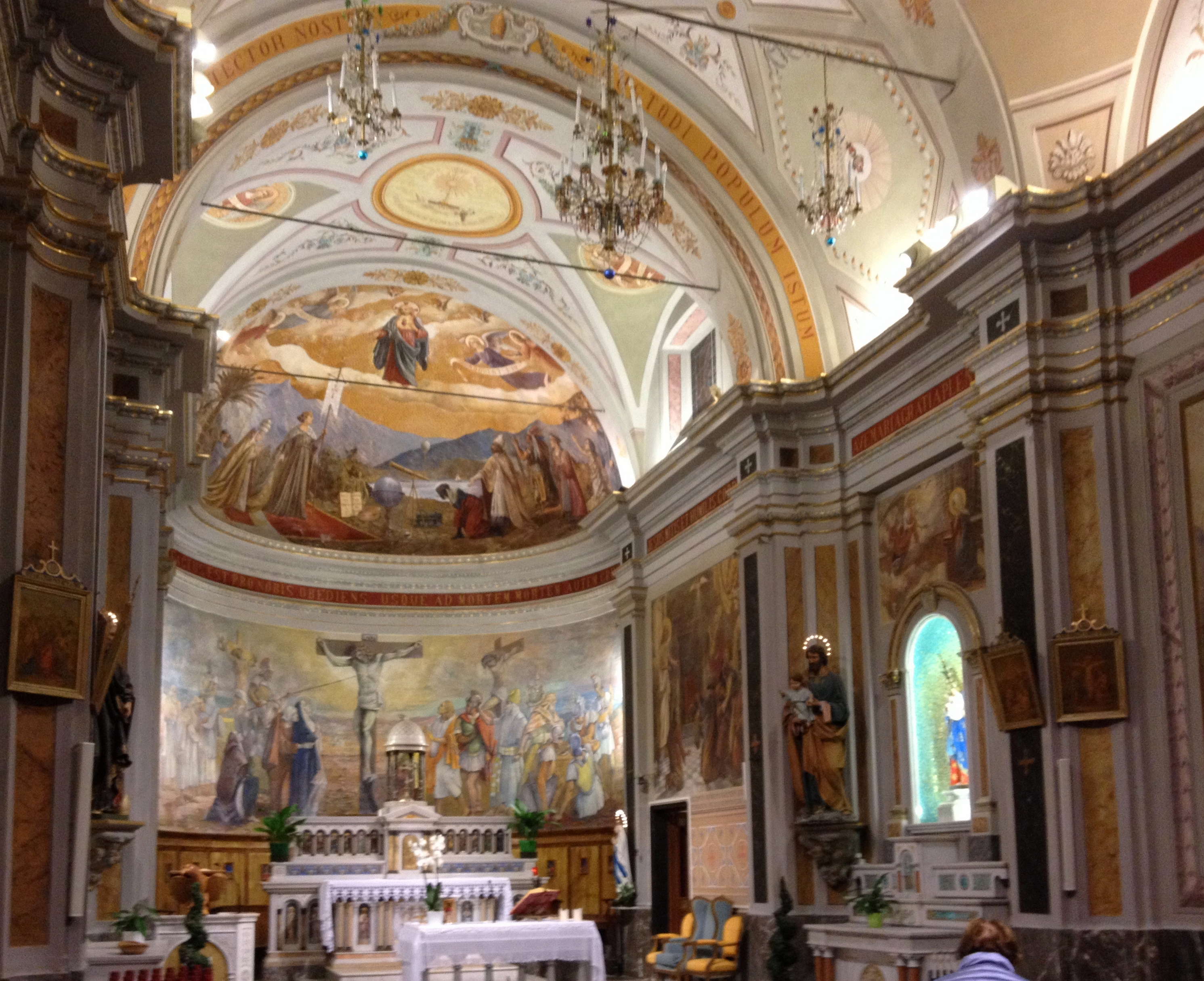
Intérieur de l'église San Mauro.
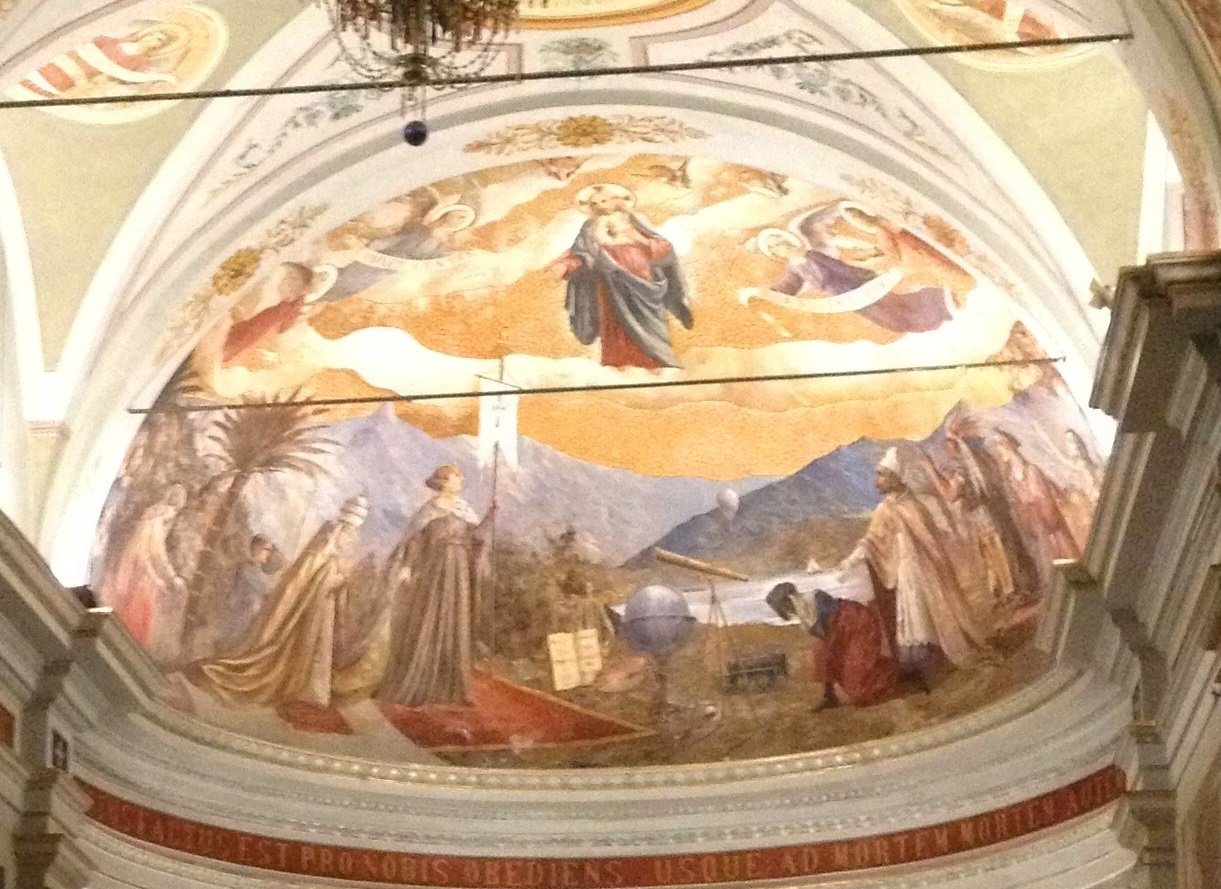
L'abside de l'église San Mauro.
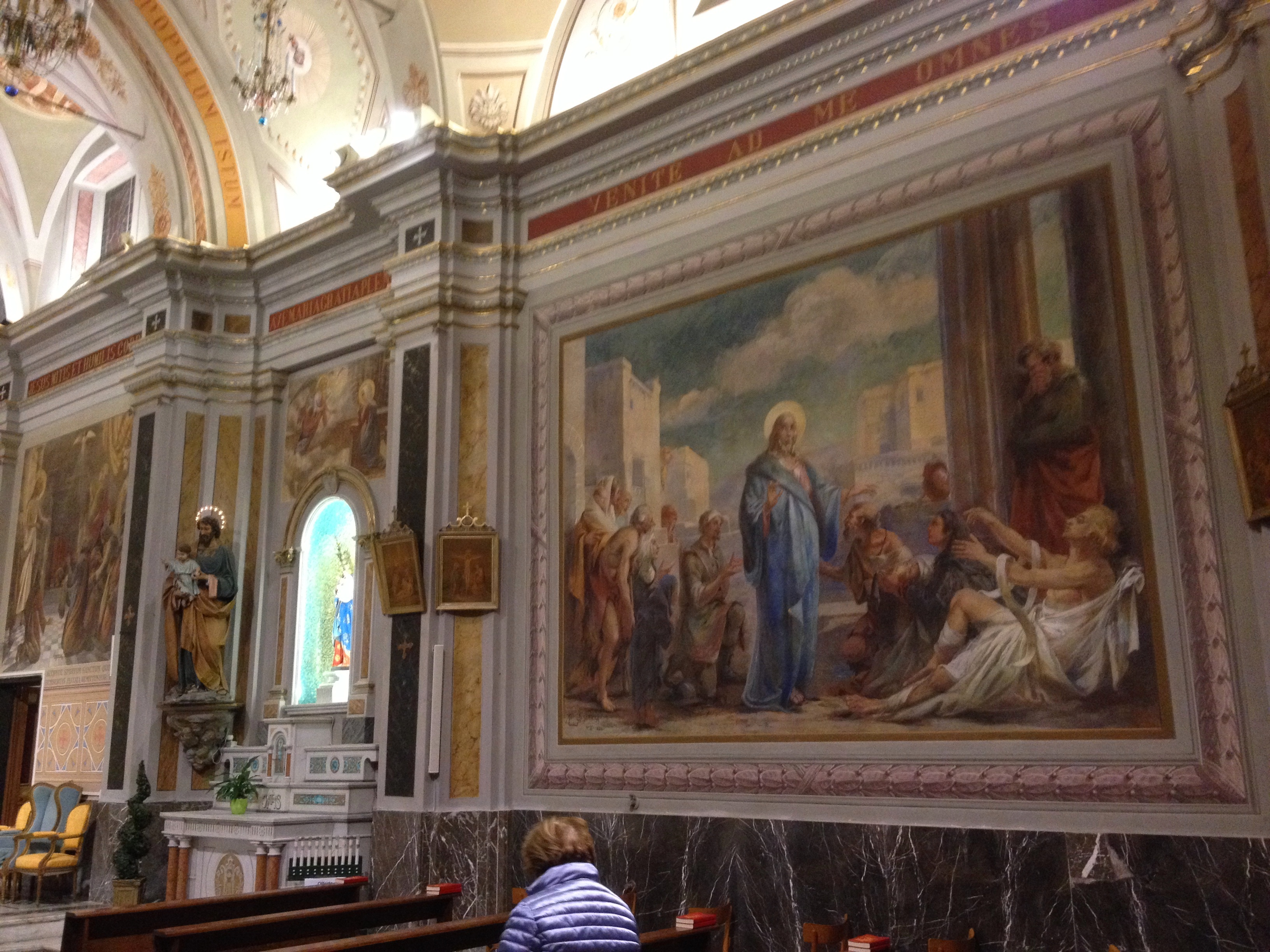
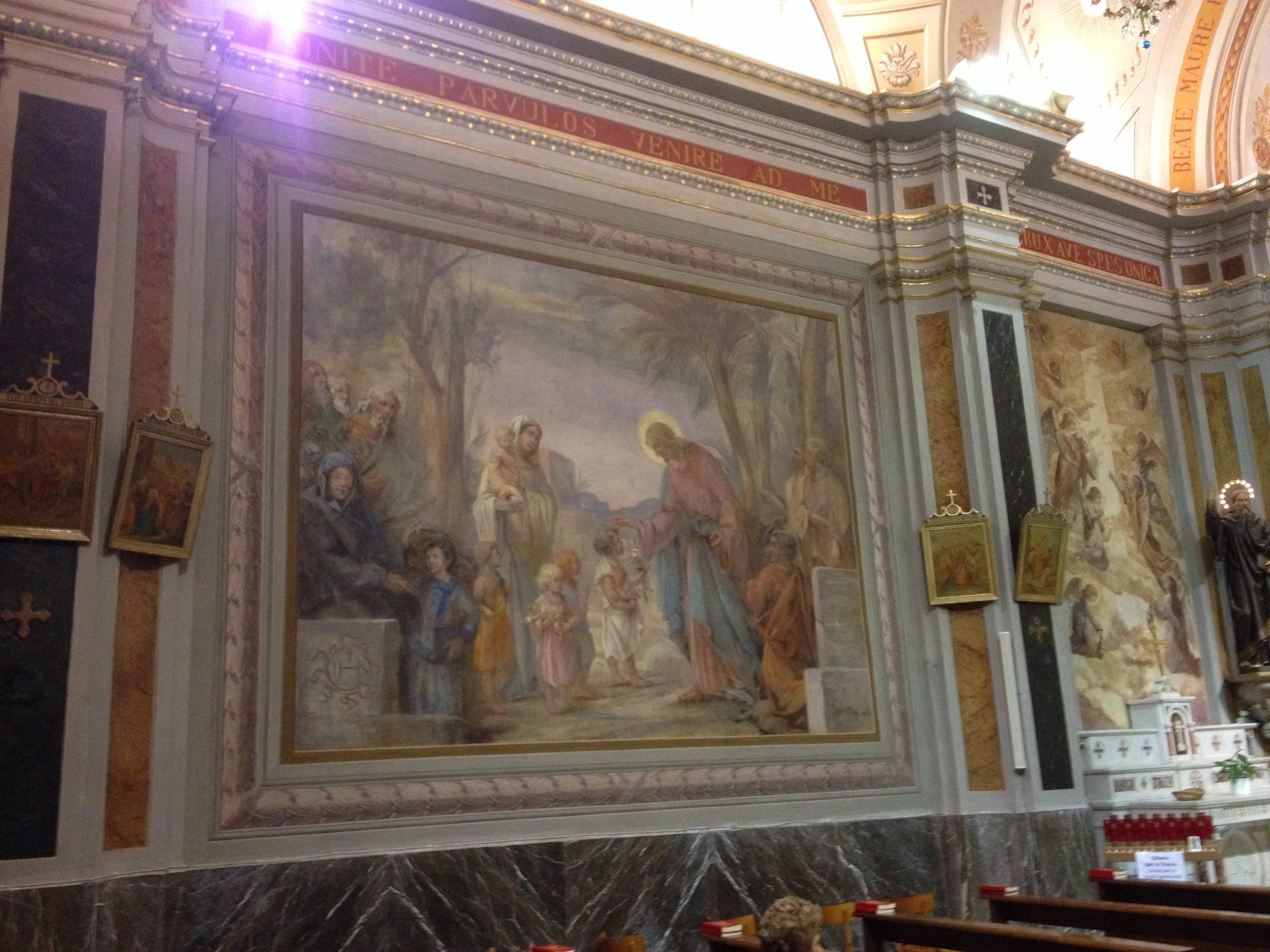
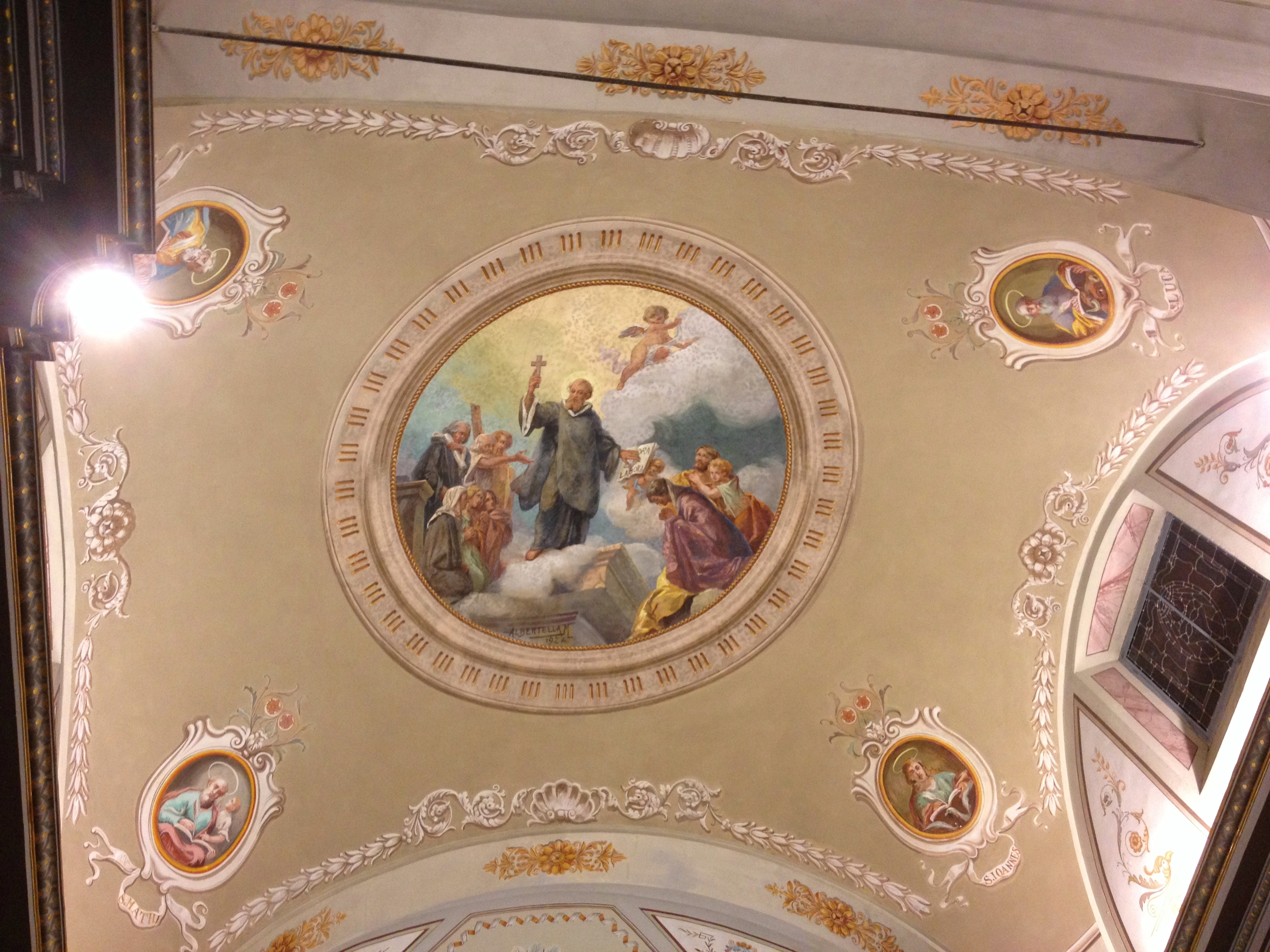

Différentes vues du hameau
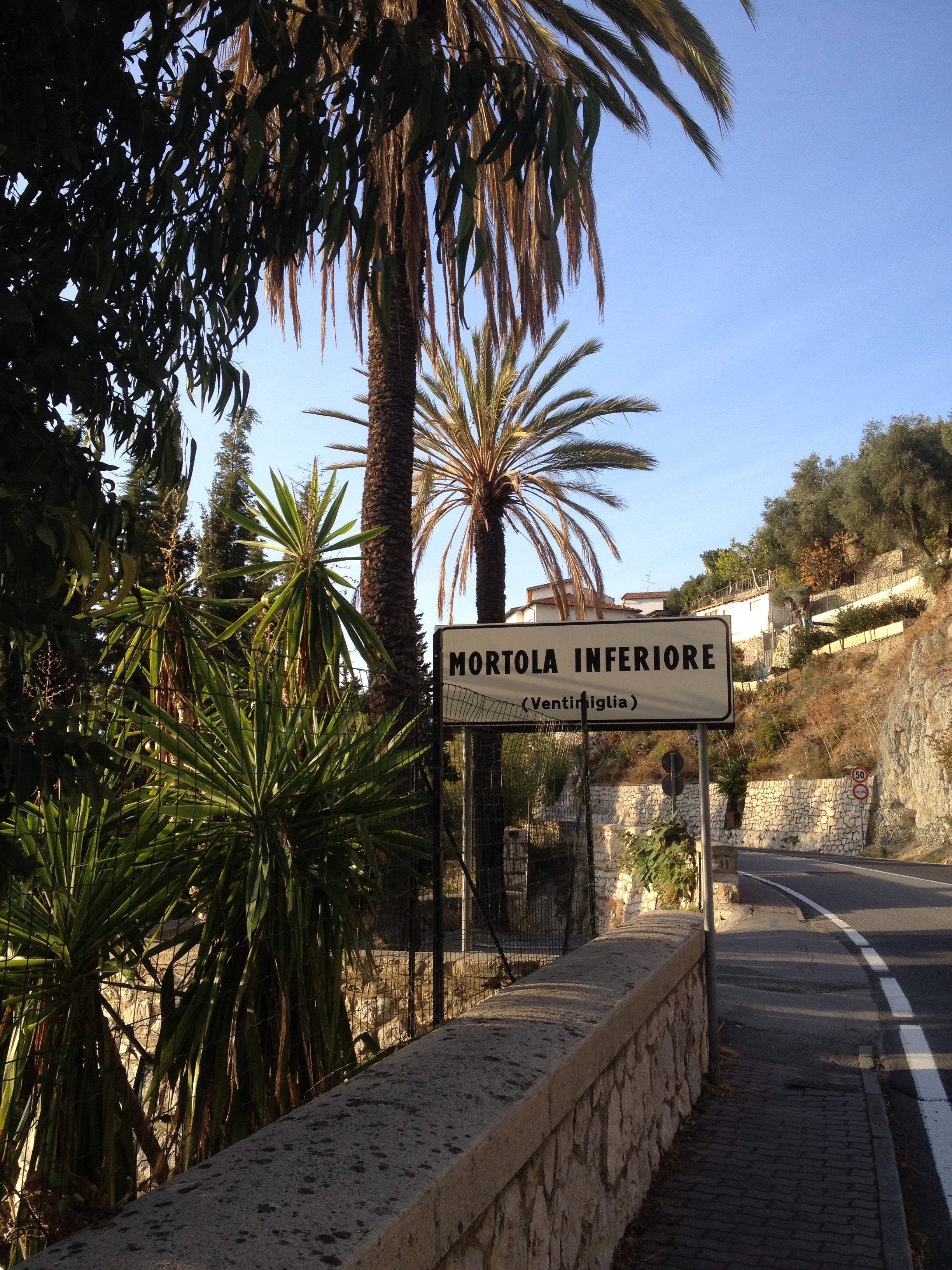
Entrée du hameau.
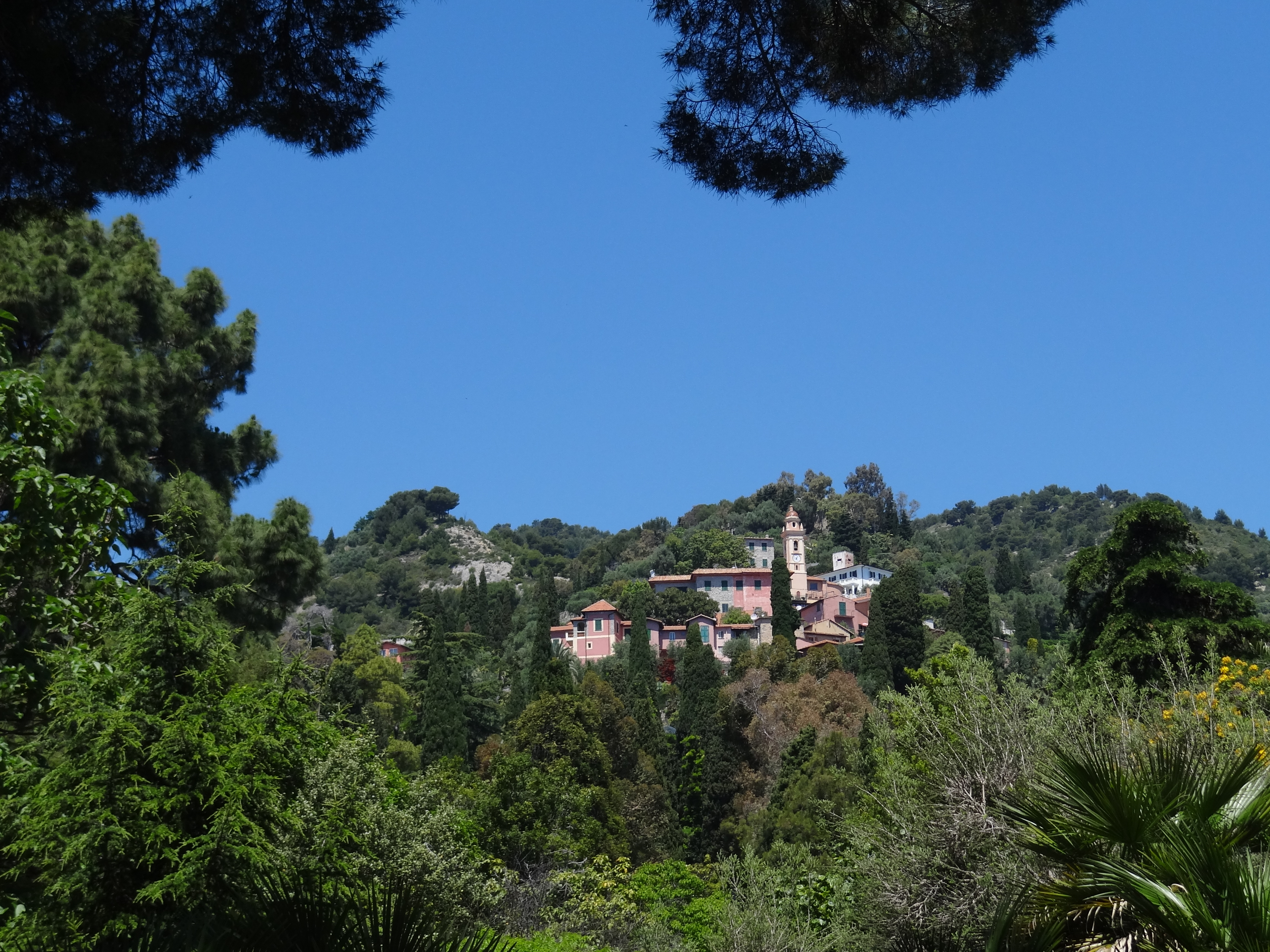
Panorama de Mortola Inferiore.
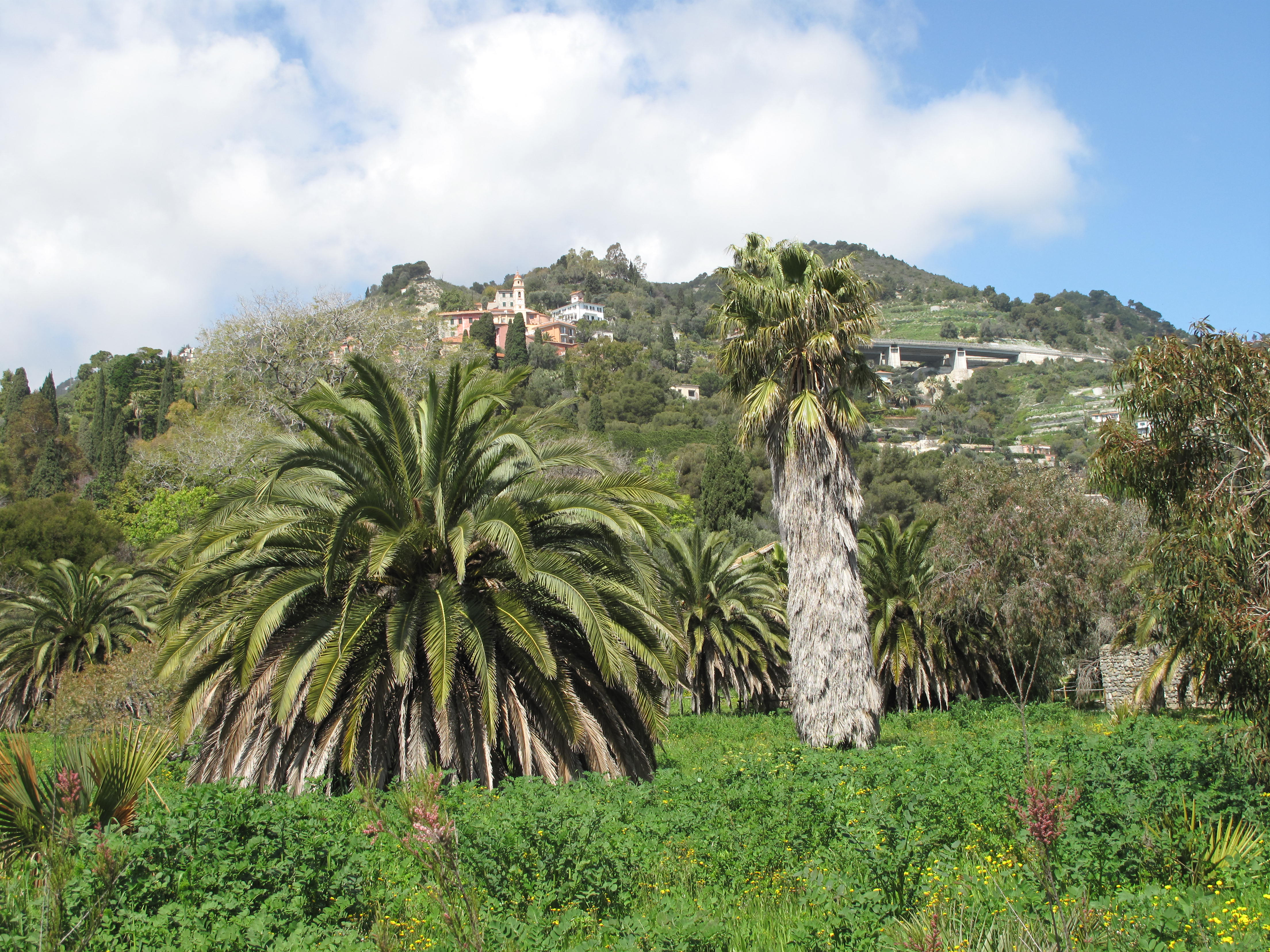
Vue générale de Mortola inferiore depuis les jardins de la villa Hanbury.
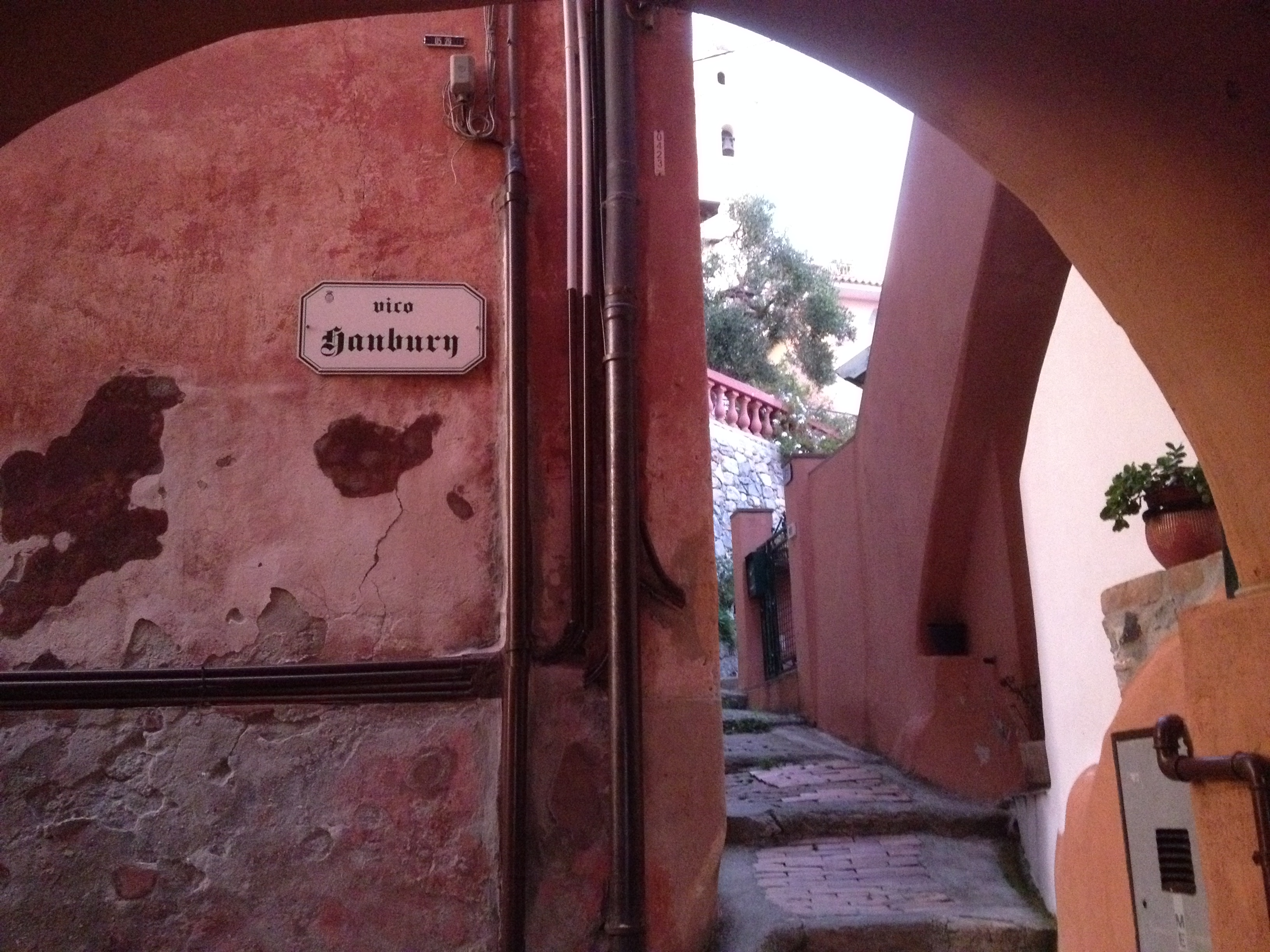
Rue Hanbury de Mortola Inferiore.
Diapositive de Mortola Inferiore coloriée par Margrit Wehrli-Frey.
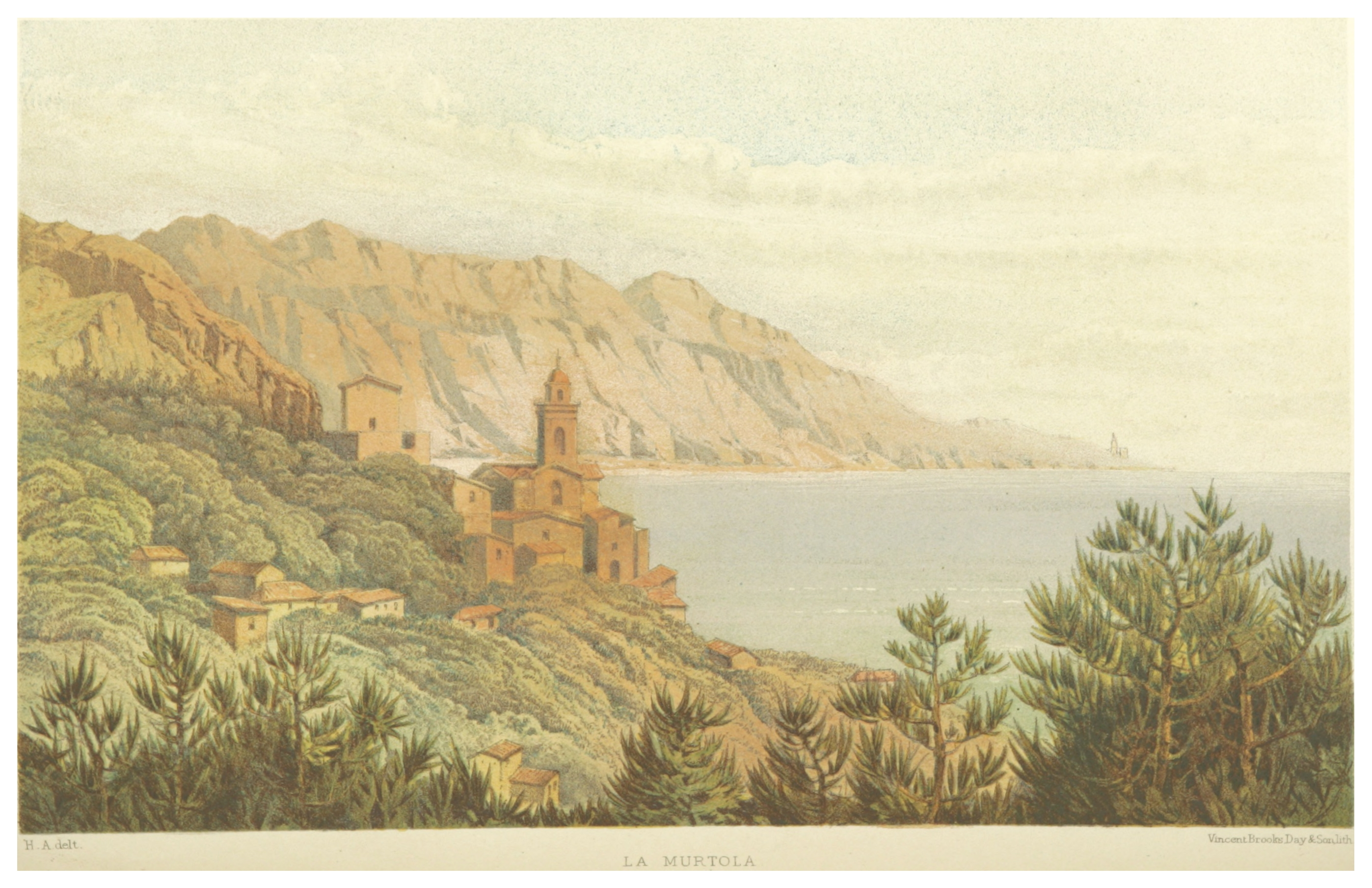
Illustration lithographique coloriée représentant Mortola Inferiore. C'est un croquis extrait de La Riviera, réalisé à la plume et au crayon par Henry Alford - Doyen de Cantorbéry - d'après des dessins de l'auteur. L'original est détenu et numérisé par la British Library.